# Amine Amiri
Amine Amiri (* 30. März 1994; arabisch أمين أميري, DMG Amīn Amīrī) ist ein marokkanischer Snooker- und Poolbillardspieler aus Casablanca. 2019 bekam er den Startplatz des afrikanischen Verbands für die Snooker-Profitour für zwei Spielzeiten.

## Karriere
In seiner Jugend war Amine Amiri international vor allem in der Poolvariante Blackball (8-Ball) erfolgreich und vertrat Marokko in Mannschaftswettbewerben. Sein größter Einzelerfolg war die Vizeweltmeisterschaft bei den U-21-Junioren im Jahr 2014.
Als die Afrikaspiele 2019 in Marokko stattfanden, wurde erstmals auch Snooker bei den Wettbewerben aufgenommen. Einer der beiden Vertreter des Gastgeberlandes bei der Veranstaltung in Casablanca war Amine Amiri. Im Halbfinale des Männereinzels setzte er sich gegen seinen Landsmann Yassine Ballamine durch und mit einem 4:3-Sieg über den Ägypter Abdelrahman Abdelhamid gewann er die Goldmedaille. Im Mixed gewann er außerdem mit seiner Lebensgefährtin Yousra Matine Silber.
Ab 2012 wurde von den Veranstaltern der Snooker-Profitour ein Startplatz für einen afrikanischen Spieler freigehalten, üblicherweise wurde der Sieger oder der Zweitplatzierte der ABSC-Snookerafrikameisterschaft ausgewählt. 2019 scheiterte aber die Organisation des Turniers und es musste abgesagt werden. Deshalb wählte der afrikanische Verband ABSC den Sieger der Afrikaspiele für die Tour Card aus. Durch die späte Entscheidung verpasste Amiri den Saisonbeginn und stieg erst am 14. Oktober bei den English Open in die Main Tour ein. Sein erstes Match in der Saison 2019/20 gegen den Weltranglisten-10. Barry Hawkins verlor er mit 0:4. Danach wurde er gleich zweimal gegen den amtierenden Weltmeister und Weltranglistenersten Judd Trump ausgelost, gegen den er ebenfalls ohne Framegewinn blieb. Allerdings blieb er danach auch gegen Spieler wie Alfie Burden und Michael Holt ohne Erfolg. Bei den Gibraltar Open gelang ihm sein einziger Sieg mit 4:3 über den Engländer Adam Ashley, der sich als Amateur für die erste Hauptrunde qualifiziert hatte. Danach traf er zweimal in Folge auf Martin Gould, gegen den er wieder ohne Framegewinn blieb. In der Corona-Saison 2020/21 blieb er anfänglich in England und nahm an allen nach Milton Keynes verlegten Turnieren teil. Beim European Masters 2020 gelang ihm gegen Mark Davis der erste Framegewinn gegen einen Profi. Mehr als einzelne Frames holte er aber auch in den nächsten Partien nicht, deshalb ging er im Dezember nach Marokko zurück. Er verzichtete auf die Teilnahme an den verbleibenden Turnieren und beendete damit vorzeitig seine Zeit als Profi.

## Erfolge
Afrikaspiele 2019:
- Goldmedaille im Einzel
- Silbermedaille im Mixed mit Yousra Matine